# Uladzislaŭ Marozaŭ
Uladzislaŭ Uladzimiravič Marozaŭ (in bielorusso Уладзіслаў Уладзіміравіч Марозаў?; Brėst, 12 ottobre 2000) è un calciatore bielorusso, attaccante dell'Arouca e della nazionale bielorussa.

## Carriera

### Club
Cresciuto nel settore giovanile della Dinamo Minsk, nel 2018 viene ceduto al Ruch Brėst, con cui si rende protagonista della scalata dalla terza alla prima divisione bielorussa. Nel 2021 viene acquistato dall'Islač. Due stagioni dopo, nel 2023, ha fatto ritorno alla squadra che lo aveva lanciato, la Dinamo Minsk.

### Nazionale
Ha fatto parte della nazionale bielorussa Under-21.
Il 25 marzo 2023 ha esordito con la nazionale maggiore disputando l'incontro perso per 0-5 contro la Svizzera, valido per le qualificazioni al campionato europeo di calcio 2024.

## Statistiche

### Presenze e reti nei club
Statistiche aggiornate al 26 marzo 2023.
| Stagione          | Squadra           | Campionato        | Campionato | Campionato | Coppe nazionali | Coppe nazionali | Coppe nazionali | Coppe continentali | Coppe continentali | Coppe continentali | Altre coppe | Altre coppe | Altre coppe | Totale | Totale |
| Stagione          | Squadra           | Comp              | Pres       | Reti       | Comp            | Pres            | Reti            | Comp               | Pres               | Reti               | Comp        | Pres        | Reti        | Pres   | Reti   |
| ----------------- | ----------------- | ----------------- | ---------- | ---------- | --------------- | --------------- | --------------- | ------------------ | ------------------ | ------------------ | ----------- | ----------- | ----------- | ------ | ------ |
| 2019              | Ruch Brėst        | 1L                | 17+2       | 3+3        | CB              | 2               | 0               |                    | -                  | -                  |             | -           | -           | 21     | 6      |
| 2020              | Ruch Brėst        | VL                | 7          | 0          | CB              | 1               | 0               |                    | -                  | -                  |             | -           | -           | 8      | 0      |
| Totale Ruch Brėst | Totale Ruch Brėst | Totale Ruch Brėst | 24+2       | 3+3        |                 | 3               | 0               |                    | -                  | -                  |             | -           | -           | 29     | 6      |
| 2021              | Islač             | VL                | 25         | 4          | CB+CB           | 5+1             | 0               |                    | -                  | -                  |             | -           | -           | 31     | 4      |
| 2022              | Islač             | VL                | 29         | 7          | CB              | 2               | 0               |                    | -                  | -                  |             | -           | -           | 31     | 7      |
| Totale Islač      | Totale Islač      | Totale Islač      | 54         | 11         |                 | 8               | 0               |                    | -                  | -                  |             | -           | -           | 62     | 11     |
| 2023              | Dinamo Minsk      | VL                | 1          | 1          |                 | -               | -               |                    | -                  | -                  |             | -           | -           | 1      | 1      |
| Totale carriera   | Totale carriera   | Totale carriera   | 81         | 18         |                 | 11              | 0               |                    | -                  | -                  |             | -           | -           | 92     | 18     |

### Cronologia presenze e reti in nazionale
| Cronologia completa delle presenze e delle reti in nazionale ― Bielorussia | Cronologia completa delle presenze e delle reti in nazionale ― Bielorussia | Cronologia completa delle presenze e delle reti in nazionale ― Bielorussia | Cronologia completa delle presenze e delle reti in nazionale ― Bielorussia | Cronologia completa delle presenze e delle reti in nazionale ― Bielorussia | Cronologia completa delle presenze e delle reti in nazionale ― Bielorussia | Cronologia completa delle presenze e delle reti in nazionale ― Bielorussia | Cronologia completa delle presenze e delle reti in nazionale ― Bielorussia |
| Data                                                                       | Città                                                                      | In casa                                                                    | Risultato                                                                  | Ospiti                                                                     | Competizione                                                               | Reti                                                                       | Note                                                                       |
| -------------------------------------------------------------------------- | -------------------------------------------------------------------------- | -------------------------------------------------------------------------- | -------------------------------------------------------------------------- | -------------------------------------------------------------------------- | -------------------------------------------------------------------------- | -------------------------------------------------------------------------- | -------------------------------------------------------------------------- |
| 25-3-2023                                                                  | Novi Sad                                                                   | Bielorussia                                                                | 0 – 5                                                                      | Svizzera                                                                   | Qual. Euro 2024                                                            | -                                                                          | 61’                                                                        |
| 28-3-2023                                                                  | Bucarest                                                                   | Romania                                                                    | 2 – 1                                                                      | Bielorussia                                                                | Qual. Euro 2024                                                            | -                                                                          | 77’                                                                        |
| 16-6-2023                                                                  | Budapest                                                                   | Bielorussia                                                                | 1 – 2                                                                      | Israele                                                                    | Qual. Euro 2024                                                            | -                                                                          | 46’                                                                        |
| 19-6-2023                                                                  | Budapest                                                                   | Bielorussia                                                                | 2 – 1                                                                      | Kosovo                                                                     | Qual. Euro 2024                                                            | 1                                                                          | 63’                                                                        |
| 9-9-2023                                                                   | Andorra la Vella                                                           | Andorra                                                                    | 0 – 0                                                                      | Bielorussia                                                                | Qual. Euro 2024                                                            | -                                                                          | 65’ 76’                                                                    |
| 12-9-2023                                                                  | Tel Aviv                                                                   | Israele                                                                    | 1 – 0                                                                      | Bielorussia                                                                | Qual. Euro 2024                                                            | -                                                                          |                                                                            |
| 12-10-2023                                                                 | Budapest                                                                   | Bielorussia                                                                | 0 – 0                                                                      | Romania                                                                    | Qual. Euro 2024                                                            | -                                                                          | 73’                                                                        |
| 15-10-2023                                                                 | San Gallo                                                                  | Svizzera                                                                   | 3 – 3                                                                      | Bielorussia                                                                | Qual. Euro 2024                                                            | -                                                                          | 65’                                                                        |
| 18-11-2023                                                                 | Budapest                                                                   | Bielorussia                                                                | 1 – 0                                                                      | Andorra                                                                    | Qual. Euro 2024                                                            | -                                                                          | 63’                                                                        |
| 21-3-2024                                                                  | Boztepe                                                                    | Montenegro                                                                 | 2 – 0                                                                      | Bielorussia                                                                | Amichevole                                                                 | -                                                                          | 46’                                                                        |
| 26-3-2024                                                                  | Ta' Qali                                                                   | Malta                                                                      | 0 – 0                                                                      | Bielorussia                                                                | Amichevole                                                                 | -                                                                          | 56’                                                                        |
| 7-6-2024                                                                   | Minsk                                                                      | Bielorussia                                                                | 0 – 4                                                                      | Russia                                                                     | Amichevole                                                                 | -                                                                          | 68’                                                                        |
| 11-6-2024                                                                  | Budapest                                                                   | Bielorussia                                                                | 0 – 4                                                                      | Israele                                                                    | Amichevole                                                                 | -                                                                          | 61’                                                                        |
| Totale                                                                     |                                                                            | Presenze                                                                   | 13                                                                         |                                                                            | Reti                                                                       | 1                                                                          |                                                                            |

## Palmarès

### Club

#### Competizioni nazionali
- Druhaja liha: 1

Ruch Brėst: 2018

### Individuale
- Capocannoniere del campionato bielorusso: 1

2023 (16 reti)